# Сестре у акцији 2
Сестре у акцији 2 (енгл. Sister Act 2: Back in the Habit) амерички је хумористички филм из 1993. године, у режији Била Дјука, по сценарију Џејмса Ора, Џима Круикшанка и Џуди Ен Мејсон. Наставак је филма Сестре у акцији из 1992. године. Прати Долорис ван Картије која долази у помоћ својим другарицама часним сестрама како би спасиле своју стару школу хора. Споредне улоге глуме: Кети Наџими, Џејмс Коберн и Меги Смит.
Остварио је слабији комерцијални успех у односу на свог претходника, те добио негативне рецензије критичара, али је остварио популарност међу обожаваоцима првог филма.

## Радња
Долорис ван Картије долази као професорка у школу којој прети затварање. Она добија позив да у улози часне сестре предаје певање групи ученика и тиме помогне запуштеној католичкој школи чије је затварање наредио бескурпулозни представник локалне власти. Једној од најталентованијих девојака из групе, мајка забрањује да пева на државном такмичењу, а на путу до успеха испречио им се и ред стереотипних свештеника.

## Улоге
| Глумац             | Улога               |
| ------------------ | ------------------- |
| Вупи Голдберг      | Делорис ван Картије |
| Кети Наџими        | Мери Патрик         |
| Венди Макена       | Мери Роберт         |
| Мери Викес         | Мери Лазарус        |
| Лорин Хил          | Рита Луиз Вотсон    |
| Меги Смит          | опатица             |
| Бернард Хјуз       | отац Морис          |
| Џејмс Коберн       | господин Крисп      |
| Мајкл Џетер        | отац Игнасио        |
| Шерил Ли Ралф      | Флоренс Вотсон      |
| Роберт Пасторели   | Џои Бустаменте      |
| Томас Готшалк      | отац Вулфганг       |
| Бред Саливан       | отац Томас          |
| Алана Убак         | Марија              |
| Рајан Тоби         | Ахмал               |
| Рон Џонсон         | Скеч                |
| Џенифер Лав Хјуит  | Маргарет            |
| Девин Камин        | Френки              |
| Кристијан Фицхарис | Тајлер Чејс         |
| Танја Блунт        | Танја               |
| Мехран Маркос Сеђи | Маркос              |